# Роже Рошар
Евре
Роже Рошар (фр. Roger Rochard; Евре, 20. април 1913 — фебруар 1993) је бивши Француски атлетичар на средње и дуге стазе, споцијалиста за трку на 5.000 метара.
Учествовао је на Првом европском првенству 1934. у Торину, где је у трци на 5.000 м победио и тако постао први атлетичар који је освојио златну медаљу за Француску на европским првенствима у атлетици. Резултат је био 14:36,8. Четири године касније на другом европском првенству 1938. у Паризу није одбранио титулу, јер је у финалу стигао 8 са 14:55,6
Као олимпијски репрезентативац Француске учествовао је на Летњим олимпијским играма 1932. у Лос Анђелесу и 1936. у Берлину.. У Лос анђелесу у финално трци је био дисквалификован, а у Берлину није успео да се пласира у финале.